# Calvin Klein
Calvin Richard Klein (Nova Iorque, 19 de novembro de 1942) é um estilista americano de origem judaica húngara. Calvin Klein é também o nome da marca de roupa comercializada pela sua empresa, inaugurada em 1978. Hoje, sua marca, cuja loja matriz é situada em Nova York, é uma das grifes mais famosas do mundo.

## História
Na sua adolescência, Klein aprendeu sozinho a costurar e a fazer esboços de roupa, tendo sido muito influenciado pela mãe e pela avó, grandes clientes de lojas de vestuário. Assim, começou por vestir as bonecas da irmã, para depois se aventurar a fazer vestidos para a mãe, usando uma máquina de costura que a avó o ensinou a utilizar.
Fez parte do primeiro time de estilistas que desenharam a moda dos Estados Unidos no século XX. Formou-se no na Fashion Institute of Technology, em 1962. Durante os cinco anos seguintes, trabalhou para diversos confeccionistas especializados em costumes masculinos e casacos, até que em 1968 resolveu abrir seu próprio negócio.
Klein vendia suas roupas em pequenas quantidades para grandes lojas de departamentos, e foi em uma delas, a Bonwit Teller, que recebeu sua primeira grande encomenda: um alto executivo da casa o viu empurrando pelo corredor uma arara de roupas, gostou do que viu e fechou um negócio de US$ 50 mil. A partir daí, ele foi se aperfeiçoando na arte de confeccionar roupas masculinas, especialmente paletós, casacos e blazers. Logo, fazia também roupas para as mulheres.
Suas linhas clássicas e suaves começaram então a aparecer em coleções sportswear. Cada novo lançamento seu transformava-se em sucesso. Com a sobriedade como sua marca registrada, ele foi caminhando para uma criação cada vez mais sofisticada, sempre respeitando os conceitos de harmonia de proporções. Com os jeans, Calvin Klein tornou-se um verdadeiro mito - ter um ‘Calvin’ passou a ser um sonho mundial de consumo.

## Internacionalização
A marca vende roupas, perfumes e acessórios para o mundo inteiro. Suas campanhas publicitárias sempre recebem atenção especial de agências que têm como missão deixar explicita sua imponência no mercado mundial. Com preços elevados, as roupas têm um público seleto e exigente. A grife tem lojas em mais de 100 países geralmente instaladas em luxuosos centros comerciais.

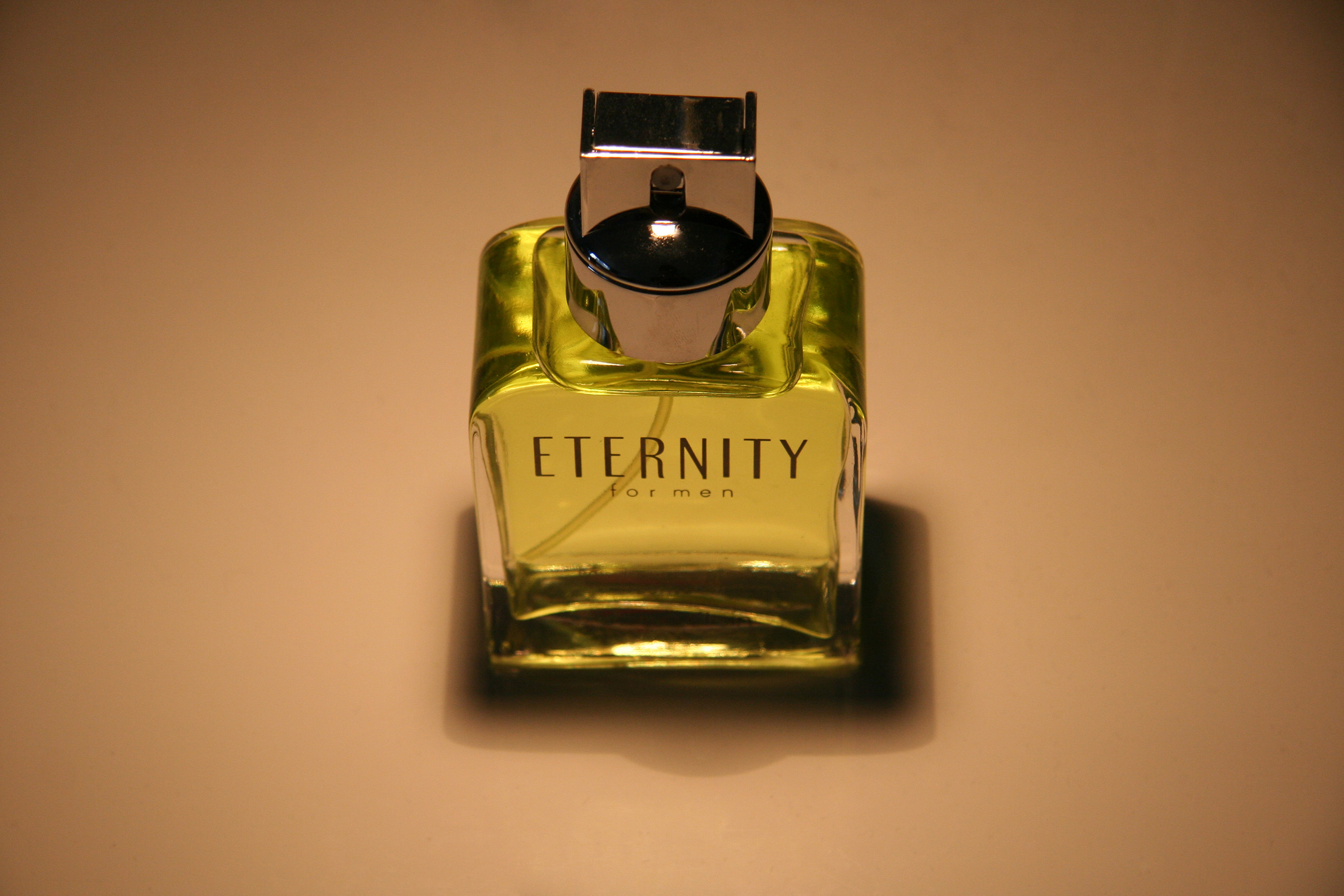
Eternity for Men
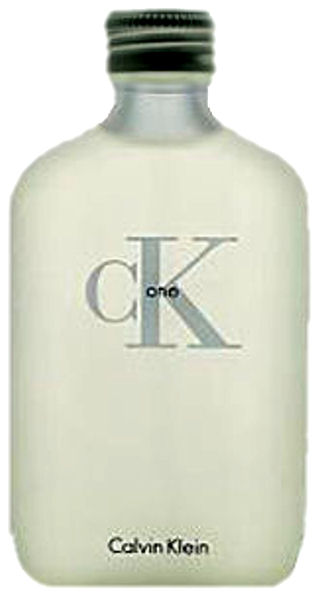
CK One
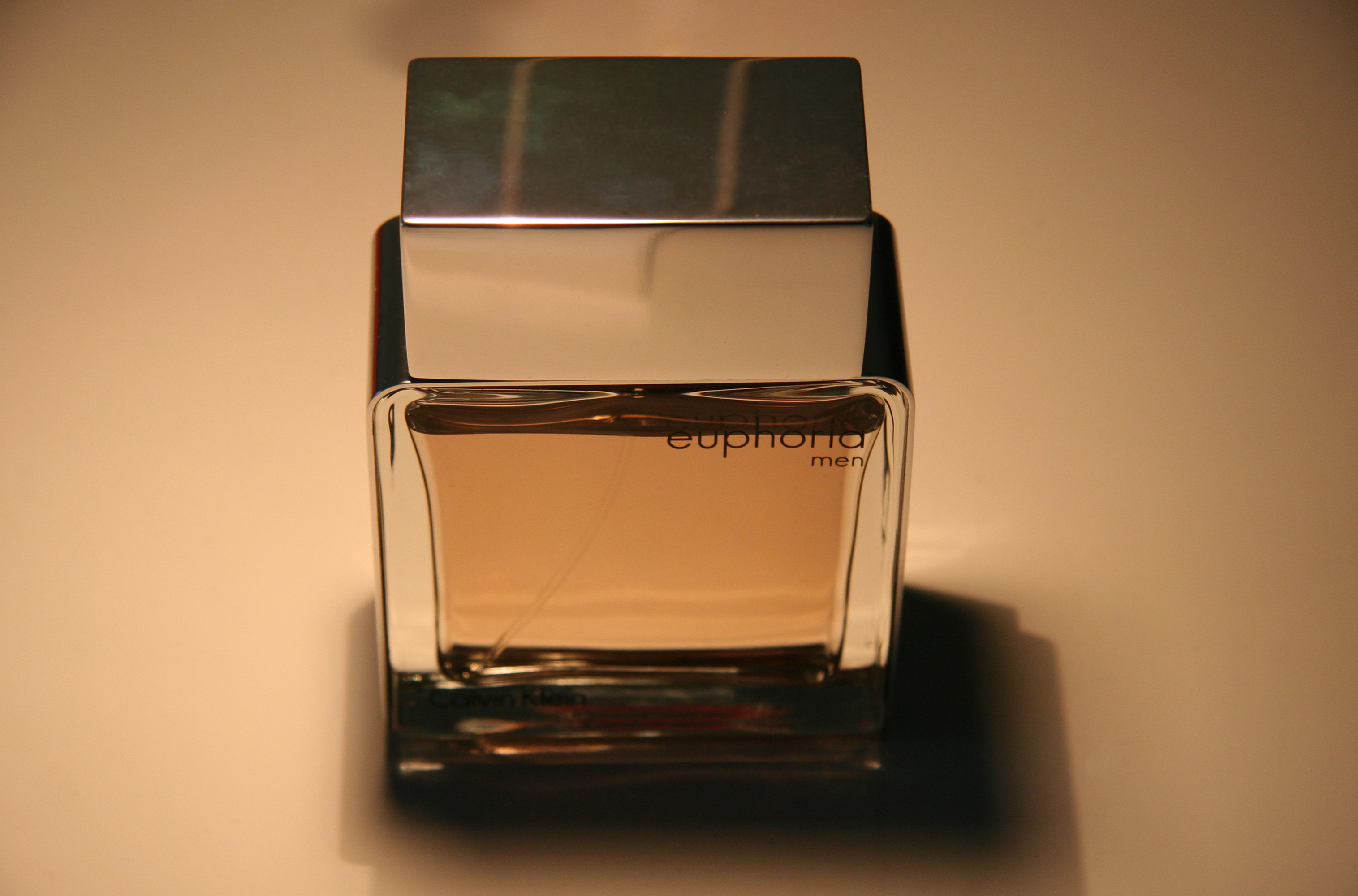
Euphoria for Men

## Vida pessoal

### Relacionamentos
Calvin Klein casou-se duas vezes. A primeira, com Jayne Centre Klein, em 1964, e o casal teve uma filha, Marci Klein, que acabou se tornando produtora de televisão na NBC. O casal se divorciou dez anos depois, em 1974.
O segundo casamento ocorreu em 1986, com Kelly Rector, que era graduada em moda em Nova Iorque e que trabalhava na empresa de Klein na época. Ela se tornaria uma famosa fotógrafa social. O casal se divorciou em 2006, embora ainda sejam amigos.
Desde 2010, Calvin Klein tem namorado o ex-ator pornô Nick Gruber, porém eles deram um tempo em abril de 2012 quando Gruber entrou em reabilitação por seu uso de drogas.
Frequenta muito o Brasil, especialmente o Rio de Janeiro, onde já manteve um apartamento de frente para o mar, no Arpoador. Calvin mantém amigos na cidade e sempre que pode desembarca com seu avião particular. Entre suas idas e vindas, Calvin já prestigiou o reveillon, carnaval no Sambódromo da Marquês de Sapucaí, ensaios de escolas de samba, entre outros eventos cariocas.

### Cinema
No filme "De Volta para o Futuro" o personagem de Michael J. Fox, Marty McFly, ao voltar no tempo para o ano de 1955 é chamado de Calvin Klein por estar usando uma cueca da marca.